# Christine (film, 2016)
Pour les articles homonymes, voir Christine.
Pour plus de détails, voir Fiche technique et Distribution.
Christine est un drame biographique américain réalisé par Antonio Campos, sorti en 2016.
Le film met en scène la biographie de la journaliste et animatrice de télévision américaine Christine Chubbuck qui, le 15 juillet 1974, lors de son émission Suncoast Digest sur la chaine locale de Sarasota en Floride, se suicida en direct en se tirant une balle dans la tête.

## Synopsis
En 1974, Christine Chubbuck, une journaliste vivant à Sarasota, en Floride, se heurte fréquemment à son supérieur Michael, qui souhaite qu’elle couvre davantage les faits divers plutôt que les sujets à sociaux qu’elle affectionne. Elle est secrètement amoureuse de son collègue George Peter Ryan. Après avoir ressenti des douleurs à l’abdomen, un médecin lui annonce qu’elle devra subir l’ablation d’un ovaire, ce qui réduira fortement ses chances d’avoir des enfants.
Au travail, Christine apprend que le propriétaire de la chaîne prévoit de transférer certains membres de l’équipe à Baltimore pour une promotion. Déterminée à en faire partie, elle s’équipe d’un scanner radio pour écouter les fréquences de police afin de repérer des faits divers à traiter. Ses collègues louent la qualité de ses nouveaux sujets, mais Michael les juge hors de propos. Christine propose alors une chronique mêlant documentaire et reconstitution, que Michael refuse également, en l’informant que sa rubrique sera supprimée. Elle quitte alors le studio après une violente altercation avec lui, devant toute l’équipe.
Son état psychologique se détériore peu à peu, ce que seul sa collègue Jean remarque, et elle tente de lui apporter un peu de réconfort. Christine prend un week-end de repos et, à son retour, elle demande à George de l’inviter à dîner pour pouvoir discuter. Au restaurant, ils échangent des confidences intimes. George, touché, l’emmène ensuite à un groupe d’analyse transactionnelle. Lors d’un exercice intitulé « Oui, mais… », Christine confie à son partenaire qu’elle est toujours vierge, qu’elle désire ardemment trouver un mari et avoir un enfant.
Après la soirée, George la raccompagne et lui apprend qu’il a été choisi pour partir à Baltimore. Plus tard, Christine se rend au domicile du propriétaire de la station, Bob Anderson, sous prétexte d’un pneu crevé. Lors de leur conversation, Anderson révèle que George a personnellement demandé qu’Andrea, la présentatrice sportive, soit transférée avec lui, au grand désarroi de Christine.
De retour au travail, Michael lui accorde un nouveau créneau. Christine lit alors les nouvelles locales en direct. Quand la vidéo d’un fait divers se bloque, on lui demande de meubler le temps de résoudre le problème. Sans émotion apparente, elle annonce à l’antenne que la chaîne diffusera une tentative de suicide en direct, avant de sortir un revolver et de se tirer une balle dans la tête. Sous le choc, ses collègues mettent quelques secondes à réaliser qu’il ne s’agit pas d’un canular. Transportée à l’hôpital, Christine succombe à ses blessures.
Sa mère et ses collègues sont bouleversés. Jean rassemble alors les archives de Christine pour en faire un hommage télévisé. Rentrée chez elle, elle sort un pot de glace du congélateur, allume la télévision et zappe d’un journal télévisé vers un épisode de The Mary Tyler Moore Show. Pour ne pas pleurer, elle chante le générique tout en mangeant sa glace, une technique qu’elle avait elle-même confiée à Christine comme un moyen de supporter les moments difficiles.

## Fiche technique
- Titre original et français : Christine
- Réalisation : Antonio Campos
- Scénario : Craig Shilowich
- Montage : Sofia Subercaseaux
- Photographie : Joe Anderson
- Production : 	Craig Shilowich et Melody C. Roscher
- Sociétés de production : Great Point Media, BorderLine Films, Fresh Jade et The Wonder Club
- Sociétés de distribution : The Orchard et Curzon Artificial Eye
- Pays d’origine : États-Unis
- Langue originale : anglais
- Format : couleur
- Genre :  Drame biographique
- Durée : 119 minutes
- Dates de sortie :
- États-Unis : 
  - 23 janvier 2016 (Festival du film de Sundance)
  - 14 octobre 2016 (sortie nationale)
- France : 16 février 2018 (e-cinema)

## Distribution
- Rebecca Hall : Christine Chubbuck

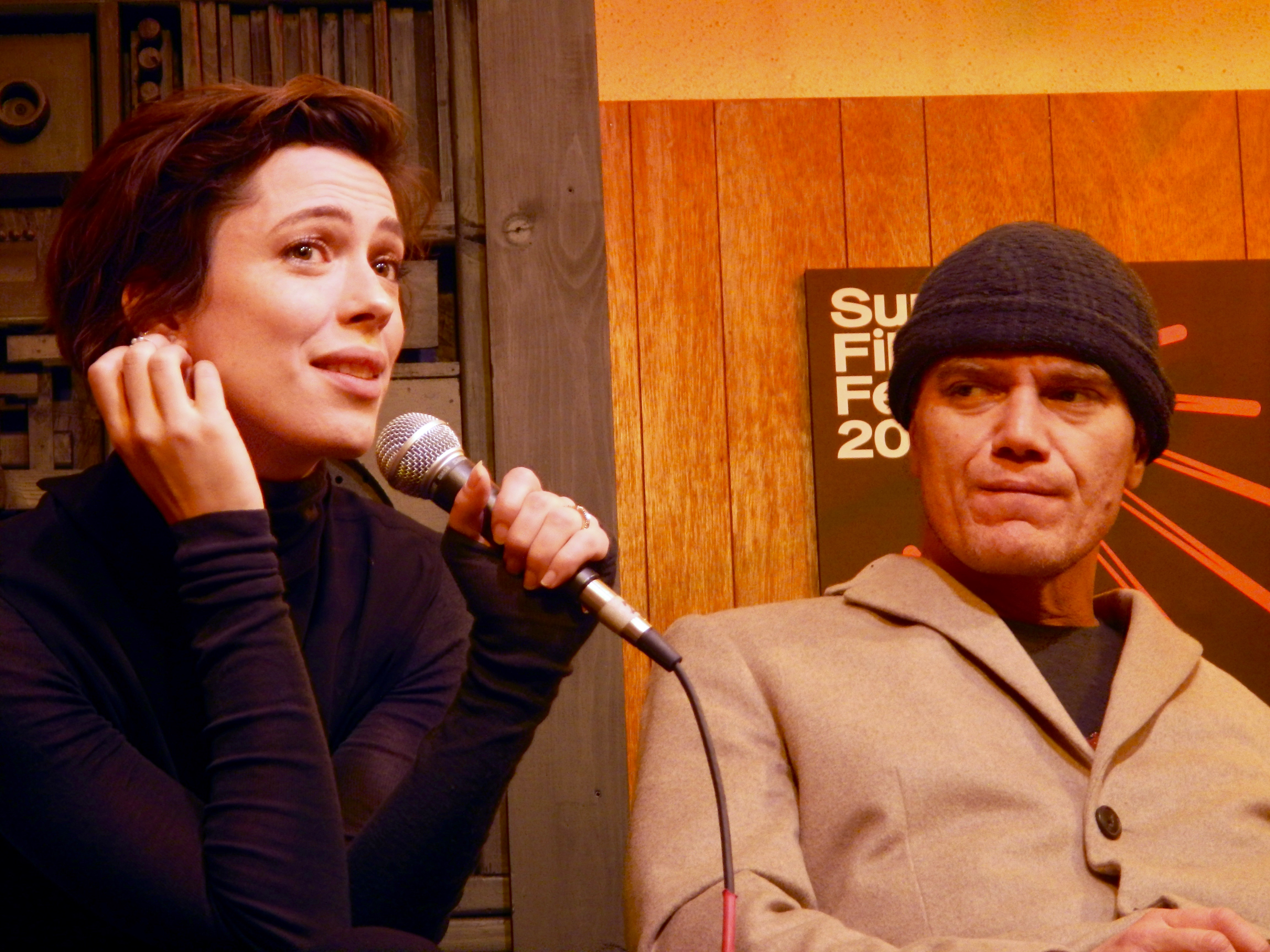
L'actrice principale Rebecca Hall, devant Michael Shannon à la première du film au Festival de Sundance 2016.

- Michael C. Hall : George Peter Ryan
- Tracy Letts : Michael Nelson
- Maria Dizzia : Jean Reed
- J. Smith-Cameron : Peg Chubbuck
- John Cullum : Bob Andersen
- Timothy Simons : Steve Turner
- Kim Shaw : Andrea Kirby
- Morgan Spector : docteur Parsons